# مايكل أولونغا
مايكل أولونغا (بالإنجليزية: Michael Olunga)‏ (مواليد 26 مارس 1994) هو لاعب كرة قدم كيني يلعب في مركز الهجوم مع نادي الدحيل في دوري نجوم قطر ومنتخب كينيا لكرة القدم.

## مسيرته الدولية
بدأ أولونغا، ابن منطقة لاكيساما في نيروبي، مسيرته الكروية وهو في صفوف الدراسة، عبر أكاديمية «ليبرتي» الأكاديمية في نيروبي. وساهم في صعود فريقه إلى دوري مقاطعة نيروبي (Nairobi Provincial League) بتسجيله 32 هدفاً عام 2012، وبرز اسمه كأفضل هداف في نهائيات اتحاد المدارس الثانوية في البلاد، وحصلت مدرسته «إبر هيل» (Upper Hill) على اللقب.
انتقل أولونغا إلى نادي توسكر الكيني بنظام الإعارة من أكاديمية «ليبرتي» لمدة عام في آواخر 2012، وانتقل بعدها إلى نادي «ثيكا يونايتد» لمدة عام. قبل أن ينضم إلى نادي «جور ماهيا» قبل بداية عام 2015. لينهي عامه الأول كأفضل هداف بالدوري برصيد 19 هدفاً، لساعد فريقه في الحصول علي الدوري.
في فبراير 2016، انتقل أولونغا إلى نادي «يورغوردينس» السويدي، بعقد مدته أربعة أعوام، وسرعان ما انهالت عليه العروض من الأندية الأوروبية بعد تألقه في موسمه الأول مع ناديه الجديد، لكن صحف كينية أفادت برفضه للعروض، إلا أنه في عام 2017 انتقل إلى نادي «Guizhou Zhicheng» الصيني، وفي سبتمبر من العام نفسه أعاره ناديه الصيني إلى نادي «جيرونا» الإسباني، وأصبح أولونغا أول لاعب كيني يسجل ثلاثة أهداف في مباراة واحدة في الدوري الإسباني عقب مباراته ضد «لاس بالماس» في يناير 2018. وفي أغسطس 2018، التحق اللاعب الكيني بنادي «كاشيوا ريسول» الياباني، وحصل عام 2020 على الحذاء الذهبي وأفضل لاعب في الدوري الياباني. قبل أن ينتقل إلى نادي «الدحيل» القطري في يناير من عام 2021.

### الأهداف الدولية
قائمة الأهداف والنتائج مع منتخب كينيا الأول.
| #  | التاريخ        | المكان                                             | الخصم                       | الهدف | النتيجة | المسابقة                        |
| -- | -------------- | -------------------------------------------------- | --------------------------- | ----- | ------- | ------------------------------- |
| 1  | 7 يونيو 2015   | ملعب أماهورو، كيغالي، رواندا                       | جنوب السودان                | 2–0   | 2–0     | ودية                            |
| 2  | 30 مايو 2015   | استاد الأبطال الوطني، لوساكا، زامبيا               | زامبيا                      | 1–0   | 1–2     | تصفيات كأس الأمم الأفريقية 2017 |
| 3  | 7 أكتوبر 2015  | ستيد أنجالاي، بيل فو موريل، موريشيوس               | موريشيوس                    | 5–2   | 5–2     | تصفيات كأس العالم 2018          |
| 4  | 13 نوفمبر 2015 | ملعب مدينة نيروبي، نيروبي، كينيا                   | الرأس الأخضر                | 1–0   | 1–0     | تصفيات كأس العالم 2018          |
| 5  | 22 نوفمبر 2015 | ملعب أديس أبابا، أديس أبابا، إثيوبيا               | أوغندا                      | 2–0   | 2–0     | كأس سيكافا 2015                 |
| 6  | 25 نوفمبر 2015 | ملعب أواسا كينيما، أواسا، إثيوبيا                  | بوروندي                     | 1–1   | 1–1     | كأس سيكافا 2015                 |
| 7  | 4 أكتوبر 2016  | ملعب الشهداء، كينشاسا، جمهورية الكونغو الديمقراطية | جمهورية الكونغو الديمقراطية | 1–0   | 1–0     | ودية                            |
| 8  | 23 مارس 2017   | استاد كينياتا، مشاكوس، كينيا                       | أوغندا                      | 1–0   | 1–1     | ودية                            |
| 9  | 26 مارس 2017   | استاد كينياتا، مشاكوس، كينيا                       | جمهورية الكونغو الديمقراطية | 1–0   | 2–1     | ودية                            |
| 10 | 26 مارس 2017   | استاد كينياتا، مشاكوس، كينيا                       | جمهورية الكونغو الديمقراطية | 2–1   | 2–1     | ودية                            |
| 11 | 10 يونيو 2017  | الملعب الوطني، فريتاون، سيراليون                   | سيراليون                    | 1–2   | 1–2     | تصفيات كأس الأمم الأفريقية 2019 |
| 12 | 5 أكتوبر 2017  | مدينة البصرة الرياضية، البصرة، العراق              | العراق                      | 1–2   | 1–2     | ودية                            |
| 13 | 27 مارس 2018   | ملعب مراكش، مراكش، المغرب                          | جمهورية إفريقيا الوسطى      | 2–3   | 2–3     | ودية                            |

## الإنجازات

### النادي
توسكر
- كأس السوبر الكيني (1): 2013
- كأس أفضل 8 الكيني (1): 2013

غور مايا
- الدوري الكيني الممتاز (2): 2014، 2015
- كأس السوبر الكيني (1): 2015
- كأس أفضل 8 الكيني (1): 2015

### الفردية
- الدوري الكيني الممتاز أفضل لاعب في السنة (1): 2015

## وصلات خارجية
- مايكل أولونغا على موقع اتحاد السويد (السويدية)
- مايكل أولونغا على موقع رابطة كرة القدم اليابانية للمحترفين (اليابانية)
- مايكل أولونغا على موقع قاعدة بيانات كرة القدم.إي يو (الإنجليزية)
- مايكل أولونغا على موقع ناشيونال فوتبول تيمز (الإنجليزية)
- مايكل أولونغا على موقع Soccerway.com (الإنجليزية)
- مايكل أولونغا على موقع عالم كرة القدم.نت (الإنجليزية)
- مايكل أولونغا على موقع نادي ديورجاردن الرسمي (بالسويدية)
- مايكل أولونغا على soka.co.ke